# Falácia informal
Falácias informais são um tipo de argumento incorreto em linguagem natural. A fonte do erro não se deve apenas à forma do argumento, como é o caso das falácias formais, mas também pode ser devido a seu conteúdo e contexto. As falácias, apesar de serem incorretas, geralmente parecem ser corretas e, portanto, podem seduzir as pessoas a aceitá-las e usá-las. Essas aparências enganosas estão frequentemente ligadas a vários aspectos de linguagem natural, como expressões ambíguas ou vagas, ou a assunção de premissas implícitas em vez de torná-las explícitas.
Tradicionalmente, um grande número de falácias informais foi identificado, incluindo a falácia do equívoco, a falácia da anfibologia, as falácias da composição e divisão, o falso dilema, a petição de princípio, a falácia ad hominem e o apelo à ignorância. Não há acordo geral sobre como as várias falácias devem ser agrupadas em categorias. Uma abordagem às vezes encontrada na literatura é distinguir entre falácias de ambiguidade, que têm sua raiz em linguagem ambígua ou vaga, falácias de presunção, que envolvem premissas falsas ou injustificadas, e falácias de relevância, nas quais as premissas não são relevantes para a conclusão, apesar das aparências em contrário.
A abordagem tradicional das falácias recebeu muitas críticas na filosofia contemporânea. Esta crítica é frequentemente baseada no argumento de que as supostas falácias não são falaciosas de forma alguma, ou pelo menos não em todos os casos. Para superar este problema, foram propostas abordagens alternativas para a concepção de argumentos e falácias. Estas incluem a abordagem dialógica, que concebe argumentos como jogadas em um jogo de diálogo com o objetivo de persuadir racionalmente a outra pessoa. Este jogo é regido por várias regras. Falácias são definidas como violações das regras do diálogo que impedem o progresso do diálogo. A abordagem epistêmica constitui outro quadro. Sua ideia central é que os argumentos desempenham um papel epistêmico: eles visam expandir nosso conhecimento, fornecendo uma ponte de crenças já justificadas para crenças ainda não justificadas. Falácias são argumentos que ficam aquém deste objetivo ao quebrar uma regra de justificação epistêmica. Na abordagem bayesiana, as normas epistêmicas são dadas pelas leis da probabilidade, que nossos graus de crença deveriam rastrear.
O estudo das falácias visa fornecer um relato para avaliar e criticar argumentos. Isso envolve tanto um relato descritivo do que constitui um argumento como um relato normativo de quais argumentos são bons ou ruins. Em filosofia, as falácias são geralmente vistas como uma forma de argumento ruim e são discutidas como tal neste artigo. Outra concepção, mais comum no discurso não acadêmico, vê as falácias não como argumentos, senão como crenças falsas, porém populares.

## Concepção tradicional
Falácias informais são uma forma de argumento incorreto em linguagem natural. Um argumento é uma série de proposições, chamadas premissas, junto com mais uma proposição, chamada conclusão. As premissas nos argumentos corretos oferecem apoio dedutivo ou derrotável (defeasible) para a conclusão. A fonte do erro em argumentos incorretos pode estar na forma, conteúdo ou contexto do argumento. Se o erro for apenas devido à forma, é considerado uma falácia formal. As falácias informais também podem incluir erros formais, mas envolvem principalmente erros no nível de conteúdo e contexto. As falácias informais são expressas em linguagem natural. Isto traz consigo várias dificuldades não enfrentadas ao estudar falácias formais, como termos ambíguos, expressões vagas ou as premissas sendo assumidas implicitamente em vez de declaradas explicitamente. Tradicionalmente, um grande número de falácias informais foi identificado, incluindo a falácia do equívoco, a falácia da anfibologia, as falácias da composição e divisão, o falso dilema, a petição de princípio, a falácia ad hominem e o apelo à ignorância. A abordagem tradicional tenta explicar estas falácias utilizando os conceitos e teses discutidos nesta seção.

### Argumentos e falácias
Somente argumentos podem constituir uma falácia. Várias expressões errôneas não contam como falácias porque nenhum argumento foi feito, por exemplo, porque nenhuma razão foi citada ou nenhuma afirmação foi feita. A ideia central dos argumentos é que as premissas apoiam a conclusão ou que a conclusão decorre das premissas. Os argumentos dedutivamente válidos oferecem a forma mais forte de apoio: para eles, é impossível que a conclusão seja falsa se todas as premissas forem verdadeiras. As premissas em argumentos não-dedutivos oferecem um certo grau de apoio para sua conclusão, mas são derrotáveis: é possível que todas as premissas sejam verdadeiras e a conclusão seja falsa. Os argumentos derrotáveis ainda podem ser racionalmente convincentes, apesar de serem falíveis. Portanto, eles não constituem automaticamente falácias. As premissas de um argumento podem ser vistas como a base sobre a qual a conclusão é construída. De acordo com esta analogia, duas coisas podem dar errado e transformar um argumento em uma falácia. Pode ser que a base esteja instável. Mas mesmo uma base sólida não é útil se não fornecer apoio para a conclusão em questão.
Tradicionalmente, as falácias são definidas por três condições necessárias: "uma falácia (i) é um argumento, (ii) que é inválido e (iii) parece ser válido". Esta definição cobre apenas falácias formais, já que tem a invalidade dedutiva como condição necessária. Mas pode ser facilmente modificada para incluir falácias formais, substituindo esta condição por um termo mais geral, como fraqueza lógica ou raciocínio incorreto. A última cláusula inclui um elemento psicológico ao se referir a como o argumento aparece para o argumentador. Esta cláusula é usada para distinguir falácias genuínas de meros erros de raciocínio, por exemplo, devido a descuido. A ideia é que as falácias têm um elemento atrativo que vai além do mero descuido, seduzindo-nos a cometer o erro, explicando assim por que são cometidas em primeiro lugar. Alguns filósofos rejeitam este apelo às aparências porque a referência à psicologia complicaria a investigação de várias maneiras. Um problema é que as aparências são diferentes para pessoas diferentes. Este problema também envolveria as ciências sociais para determinar qual grupo de referência de pessoas consultar para definir falácias. Foi sugerido que, na sua essência, o estudo das falácias é sobre aspectos normativos de argumentos e não sobre sua força persuasiva, que é estudada pela psicologia empírica.

### Forma, conteúdo e contexto
A fonte do erro em argumentos incorretos pode estar na forma, conteúdo ou contexto do argumento. A forma ou estrutura de um argumento também é chamada "regra de inferência". A regra de inferência mais conhecida é o modus ponens, que afirma que dada uma premissa da forma "Se p, então q" e outra na forma "p", então a conclusão é "q". As regras de inferência são formais porque dependem apenas da estrutura ou da sintaxe das premissas e não de seu conteúdo. Portanto, um argumento baseado no modus ponens é válido não importa quais conteúdos proposicionais sejam usados para "p" e "q".
O conteúdo de um argumento é encontrado no nível de suas proposições: é o que é expresso nelas. A fonte de muitas falácias informais é encontrada em uma premissa falsa. Por exemplo, um falso dilema é uma falácia baseada em uma falsa afirmação disjuntiva que simplifica demais a realidade ao excluir alternativas viáveis.
O contexto de um argumento refere-se à situação em que é utilizado. Com base em seu contexto, pode ter diferentes funções. Uma maneira de um argumento ser falacioso é se ele não cumprir a função que deveria cumprir. A falácia do homem de palha, por exemplo, envolve atribuir incorretamente uma posição fraca ao oponente e depois refutar esta posição. O argumento em si pode ser válido no sentido de que a refutação da posição oposta é realmente bem-sucedida. O erro é encontrado no nível do contexto, já que o oponente não mantém esta posição. Esta dependência de um contexto significa que o mesmo argumento pode ser bem-sucedido em outro contexto: contra um oponente que realmente mantém a posição do homem de palha.

### Linguagem natural e contraste com falácias formais
Falácias formais são argumentos dedutivamente inválidos. Eles são de especial interesse para o campo da lógica formal, mas só podem explicar um pequeno número das falácias conhecidas, por exemplo, a afirmação do consequente ou a negação do antecedente. Muitas outras falácias usadas em linguagem natural, por exemplo, na publicidade ou na política, envolvem falácias informais. Por exemplo, os falsos dilemas ou a petição de princípio são falácias, apesar de serem dedutivamente válidas. Elas são estudadas pela lógica informal. Parte da dificuldade em analisar falácias informais deve-se ao fato de que sua estrutura nem sempre é claramente expressa em linguagem natural. Às vezes, certas palavras-chave como "porque", "portanto", "já que" ou "consequentemente" indicam quais partes da expressão constituem as premissas e qual parte a conclusão. Mas outras vezes esta distinção permanece implícita e nem sempre é óbvio quais partes devem ser identificadas como as premissas e as conclusões. Muitos argumentos informais incluem premissas entímemáticas: premissas que não são declaradas explicitamente, mas presumidas tacitamente. Em algumas disputas domésticas e debates políticos, não está claro desde o início sobre o que as duas partes estão discutindo e quais teses pretendem defender. Às vezes, a função do debate é mais esclarecer estes pontos preliminares do que avançar argumentos reais.
A distinção entre falácias formais e informais é oposta pelos dedutivistas, que sustentam que a invalidade dedutiva é a razão de todas as falácias. Uma maneira de explicar que algumas falácias não parecem ser dedutivamente inválidas é sustentar que elas contêm várias suposições ocultas, como é comum para argumentos em linguagem natural. A ideia é que falácias aparentemente informais podem ser transformadas em falácias formais, tornando todas essas suposições explícitas e revelando assim a invalidade dedutiva. A afirmação de que isto é possível para todas as falácias não é geralmente aceita. Um requisito para um tratamento formal é traduzir os argumentos em questão para a linguagem da lógica formal, um processo conhecido como "formalização". Frequentemente, muitas das sutilezas da linguagem natural devem ser ignoradas neste processo. Alguns corpos de conhecimento podem ser formalizados sem muito resíduo, mas outros resistem à formalização. Isto também é verdade para muitas falácias informais.

## Outras abordagens
A abordagem tradicional das falácias tem recebido muitas críticas na filosofia contemporânea. Esta crítica é frequentemente baseada no argumento de que algumas das supostas falácias não são falaciosas de forma alguma, ou pelo menos não em todos os casos. Várias abordagens alternativas de como os argumentos e falácias devem ser concebidos foram propostas. Estas alternativas muitas vezes visam mostrar que, em vista da sua perspectiva, é possível avaliar se uma suposta falácia é realmente falaciosa em um determinado caso. A abordagem dialógica usa um quadro teórico dos jogos para definir argumentos e vê as falácias como violações das regras do jogo. Segundo a abordagem epistêmica, o objetivo dos argumentos é expandir nosso conhecimento, fornecendo uma ponte de crenças já justificadas para crenças ainda não justificadas. Falácias são argumentos que ficam aquém deste objetivo ao quebrar uma regra de justificação epistêmica. Foi sugerido que pode que não haja um único quadro para avaliar todas as falácias, mas apenas uma multiplicidade de ideais segundo os quais um determinado argumento pode ser bom ou mau.

### Dialógica
A abordagem dialógica vê os argumentos não apenas como uma série de premissas junto com uma conclusão, mas como um ato de fala dentro de um diálogo que visa persuadir racionalmente a outra pessoa da própria posição.  Uma versão proeminente desta abordagem é defendida por Douglas N. Walton. Em sua concepção teórica do jogo, um diálogo é um jogo entre dois jogadores. No início, cada jogador está comprometido com um conjunto de proposições e tem uma conclusão que pretende provar. Um jogador ganhou se for capaz de persuadir o oponente da própria conclusão. Neste sentido, os diálogos podem ser caracterizados como "jogos de persuasão". Os jogadores podem realizar várias jogadas que afetam aquilo com o qual estão comprometidos. Neste contexto, os argumentos são jogadas que tomam os compromissos do oponente como premissas e levam à conclusão que se está tentando provar. Já que isto muitas vezes não é possível diretamente, vários passos intermediários são tomados, nos quais cada argumento dá alguns passos em direção à conclusão pretendida, propondo uma conclusão intermediária para o oponente aceitar. Este jogo é regido por várias regras que determinam, entre outras coisas, quais jogadas são permitidas e quando. A abordagem dialógica permite distinguir entre argumentos positivos, que apoiam a própria conclusão, e argumentos negativos, que negam a conclusão do oponente.
Nesta perspectiva, as falácias são definidas como violações das regras de diálogo. Elas são "argumentos enganosamente ruins que impedem o progresso do diálogo". A falácia do homem de palha, por exemplo, envolve atribuir incorretamente uma posição fraca ao oponente e então provar que esta posição leva à própria conclusão. Este erro não é lógico no sentido estrito, mas dialógico: a conclusão pode muito bem decorrer destas premissas, mas o oponente não tem estes compromissos. Em alguns casos, varia de jogo para jogo se uma determinada jogada conta como uma falácia ou não. Por exemplo, há casos em que a "falácia" do tu quoque não é uma falácia de modo algum. Este argumento, também conhecido como apelo à hipocrisia, tenta desacreditar o argumento do oponente alegando que o comportamento do oponente é inconsistente com a conclusão do argumento. Esta jogada não necessariamente quebra as regras do diálogo. Em vez disso, pode revelar uma fraqueza na posição do oponente, desviando suas críticas para si mesmo. Esta jogada transfere o ônus da prova de volta para o oponente, fortalecendo assim a própria posição. Mas ainda constitui uma falácia se for usada apenas para fugir de um argumento.

### Epistêmica
A ideia central por trás da abordagem epistêmica é que os argumentos desempenham um papel epistêmico: eles visam expandir nosso conhecimento, fornecendo uma ponte de crenças já justificadas para crenças ainda não justificadas. Falácias são argumentos que ficam aquém deste objetivo ao quebrar uma regra de justificação epistêmica. Isto explica, por exemplo, por que os argumentos que são acidentalmente válidos ainda são de alguma forma falhos: porque o próprio argumentador não tem uma boa razão para acreditar na conclusão.
A falácia da petição de princípio, nesta perspectiva, é uma falácia porque não consegue expandir nosso conhecimento ao fornecer uma justificação independente para sua conclusão. Em vez disso, a conclusão já é assumida em uma de suas premissas. Uma abordagem puramente lógica, por outro lado, falha em explicar a natureza falaciosa da petição de princípio, já que o argumento é dedutivamente válido.
A abordagem bayesiana constitui uma forma especial da abordagem epistêmica. O bayesianismo interpreta os graus de crença como probabilidades subjetivas, ou seja, como o grau de certeza do crente de que a proposição acreditada é verdadeira. Nesta visão, o raciocínio baseado em um argumento pode ser interpretado como um processo de mudança dos graus de crença, geralmente em resposta a novas informações recebidas.  Falácias são argumentos probabilisticamente fracos, ou seja, têm uma probabilidade baixa no modelo bayesiano. Se um argumento constitui uma falácia ou não depende das crenças da pessoa que avalia o argumento. Isto significa que o que constitui uma falácia para um argumentador pode ser um argumento sólido para outro. Isto explica por que, ao tentar persuadir alguém, deve-se levar em conta as crenças da audiência. Mas também pode dar sentido a argumentos independentes de uma audiência, ao contrário da abordagem dialógica.
Esta perspectiva é bem adequada para explicar por que alguns argumentos da bola de neve constituem falácias, mas outros não. Argumentos da bola de neve argumentam contra um certa proposta com base no fato de que esta proposta traria consigo uma cadeia causal de eventos que acabaria levando a um resultado ruim. Mas mesmo que cada passo nesta cadeia seja relativamente provável, o cálculo probabilístico ainda pode revelar que a probabilidade de que todos os passos ocorram juntos é bastante pequena. Neste caso, o argumento constituiria uma falácia. Mas os argumentos de bola de neve são racionalmente justificados se as probabilidades associadas são suficientemente altas.

## Tipos
Uma grande variedade de falácias informais foi discutida na literatura acadêmica. Há controvérsia tanto sobre se um determinado argumento realmente constitui uma falácia em todas as suas instâncias quanto sobre como as diferentes falácias devem ser agrupadas em categorias. A categorização aqui segue propostas comumente encontradas na literatura acadêmica nestes ou similares termos. Distingue entre falácias de ambiguidade, que têm sua raiz em linguagem ambígua ou vaga, falácias de presunção, que envolvem premissas falsas ou injustificadas, e falácias de relevância, nas quais as premissas não são relevantes para a conclusão, apesar das aparências em contrário. Outras categorizações foram propostas e algumas falácias dentro desta categorização também poderiam ser agrupadas em outra categoria.

### Falácias de ambiguidade
A fonte do erro das falácias de ambiguidade está no uso da linguagem. Isto se deve ao fato de que muitos termos em linguagem natural têm significados ambíguos ou vagos. Os termos ambíguos têm vários significados, enquanto os termos vagos têm um significado pouco claro. Falácias de ambiguidade frequentemente resultam em disputas meramente verbais: as partes que discutem têm temas diferentes em mente e, portanto, não se entendem sem estarem cientes disso. Uma maneira de evitar ou resolver essas falácias é esclarecer a linguagem, por exemplo, comprometendo-se com definições e introduzindo novas distinções. Tais reformulações podem incluir uma condensação do argumento original, a fim de facilitar a identificação do passo errado.
As falácias da ambiguidade são talvez melhor exemplificadas pela falácia do equívoco, na qual o mesmo termo aparece com dois significados diferentes nas premissas,  por exemplo: 
Os veleiros usam velas.
As velas são feitas de cera.
Portanto, os veleiros usam cera.
A fonte desta falácia deve-se à ambiguidade do termo "vela", que é usado primeiro no sentido náutico e depois no sentido de "candeia". Os equívocos são especialmente difíceis de detectar nos casos em que os dois significados estão muito intimamente relacionados entre si.
A falácia da anfibologia também envolve ambiguidade no significado, mas esta ambiguidade surge não no nível dos termos individuais, senão no nível da frase como um todo devido à ambiguidade sintática, por exemplo: 
"A polícia foi ordenada a parar o consumo de álcool no campus depois da meia-noite.
Portanto, agora eles são capazes de responder a emergências muito melhor do que antes".
Segundo uma interpretação, a polícia não está permitida beber álcool. Segundo outra, agora é tarefa da polícia impedir que outras pessoas bebam. O argumento parece plausível na primeira interpretação, mas falacioso na segunda.
As falácias da composição e divisão devem-se à ambiguidade do termo "todos" e expressões semelhantes. Este termo tem um significado coletivo e outro distributivo. Por exemplo, a frase "todos os cidadãos são suficientemente fortes para resistir a um tirano" pode significar ou que todos juntos são suficientemente fortes (coletivos) ou que cada um individualmente é suficientemente forte (distributivo). A falácia da divisão é cometida se alguém infere da frase no sentido coletivo que um indivíduo específico é suficientemente forte. A falácia da composição é cometida se alguém infere do fato de que todos os membros de um grupo têm uma propriedade que o grupo como um todo tem esta propriedade. Por exemplo, "cada membro da equipe de pesquisa era um excelente pesquisador", portanto, "era uma excelente equipe de pesquisa".  Qualquer forma de transferir falaciosamente uma propriedade do todo para suas partes ou vice-versa pertence à categoria de falácias da divisão e composição, mesmo quando a ambiguidade linguística não é a causa.

### Falácias de presunção
As falácias de presunção envolvem uma premissa falsa ou injustificada, mas muitas vezes são válidas de outra forma. Esta premissa problemática pode tomar diferentes formas e a crença nela pode ser causada de diferentes maneiras, correspondendo às várias subcategorias neste campo. Muitas (supostas) falácias bem conhecidas no campo da filosofia se enquadram nesta categoria, por exemplo, a falácia naturalista, a falácia moralista ou a falácia intencional.
Um falso dilema é uma falácia de presunção baseada em uma falsa afirmação disjuntiva que simplifica demais a realidade ao excluir alternativas viáveis. Por exemplo, um falso dilema é cometido quando se afirma que "Stacey falou contra o capitalismo, portanto ela deve ser comunista". Uma das opções excluídas é que Stacey pode não ser nem comunista, nem capitalista. Nossa propensão de cometer falsos dilemas pode ser devida à tendência de simplificar a realidade, ordenando-a através de afirmações de tipo "ou...ou".
Para falácias de generalização, a falsa premissa é devida a uma generalização errônea. No caso da falácia do acidente (fallacy of sweeping generalization), uma regra geral é aplicada incorretamente a um caso excepcional. Por exemplo, "cada um tem direito à sua propriedade. Portanto, apesar de Jones ter sido declarado insano, você não tinha o direito de tirar-lhe a arma".:147 A generalização neste caso ignora que a insanidade é um caso excepcional ao qual os direitos gerais de propriedade não se aplicam irrestritamente. A generalização precipitada (hasty generalization), por outro lado, envolve o erro inverso de tirar uma conclusão universal com base em um pequeno número de instâncias. Por exemplo, "Eu conheci duas pessoas na Nicarágua até agora e ambas foram legais comigo. Portanto, todas as pessoas que encontrarei na Nicarágua serão legais comigo".
A petição de princípio é uma forma de raciocínio circular na qual a conclusão já é assumida nas premissas.  Devido a isso, as premissas não são capazes de fornecer suporte independente para a conclusão. Por exemplo, a afirmação "Verde é a melhor cor porque é a mais verde de todas as cores" não oferece nenhuma razão independente além da suposição inicial para sua conclusão. Detectar esta falácia pode ser difícil quando se trata de um argumento complexo com muitos sub-argumentos, resultando em um grande círculo.

### Falácias de relevância
Falácias de relevância envolvem premissas que não são relevantes para a conclusão, apesar das aparências de outra forma. No entanto, podem conseguir persuadir o público devido a serem emocionalmente carregadas, jogando com preconceito, piedade ou medo.
Os argumentos ad hominem constituem uma classe importante entre as falácias de relevância. Neles, o argumentador tenta atacar uma tese atacando a pessoa que pronuncia esta tese em vez de atacar a própria tese. Rejeitar uma teoria em física porque seu autor é judeu, o que era comum na comunidade física alemã no início da década de 1930, é um exemplo da falácia ad hominem. Mas nem todos os argumentos ad hominem constituem falácias. É uma prática comum e razoável em tribunal, por exemplo, defender-se contra uma acusação lançando dúvidas sobre a credibilidade das testemunhas. A diferença entre argumentos ad hominem falaciosos e justificados depende da relevância do caráter da pessoa atacada para a tese em questão. A herança cultural do autor parece ter muito pouca relevância na maioria dos casos para as teorias em física, mas a credibilidade de uma testemunha em tribunal é altamente relevante para se alguém está justificado acreditar em seu testemunho. O whataboutism é uma forma especial da falácia ad hominem que tenta desacreditar a posição de um oponente acusando-o de hipocrisia sem refutar ou desmentir diretamente seu argumento. Está particularmente associado à propaganda soviética e russa.
O apelo à ignorância é outra falácia devido à irrelevância. Baseia-se na premissa de que não há prova para uma determinada afirmação. A partir desta premissa, conclui-se que esta afirmação deve, portanto, ser falsa. Por exemplo, "Ninguém nunca me provou que existe um Deus, por isso sei que não existe um Deus". Outra versão do apelo à ignorância conclui da ausência de provas contra uma afirmação que esta afirmação deve ser verdadeira.
Argumentos por analogia também são suscetíveis a falácias de relevância. Uma analogia é uma comparação entre dois objetos com base na similaridade.  Os argumentos por analogia envolvem inferências a partir de informações sobre um objeto conhecido (a fonte) até as características de um objeto desconhecido (o alvo) com base na similaridade entre os dois objetos. Os argumentos por analogia têm a seguinte forma: x é similar a y e x tem a característica F, portanto y provavelmente também tem a característica F. A solidez de tais argumentos depende da relevância desta similaridade para a característica inferida. Sem esta relevância, o argumento constitui uma analogia falsa ou defeituosa, por exemplo: "Se uma criança recebe um brinquedo novo, vai querer brincar com ele; portanto, se uma nação recebe armas novas, vai querer usá-las".

## Ver Também
- Falácia do atirador de elite do Texas
- Teoria da argumentação
- Mapa de argumentos
- Pensamento crítico
- Investigação
- Lista de falácias
- Lema
- Sofisma
- A aposta de Loki